# Eulimostraca hemphilli
Eulimostraca hemphilli är en snäckart. Eulimostraca hemphilli ingår i släktet Eulimostraca och familjen Eulimidae. Inga underarter finns listade i Catalogue of Life.